# 피네스

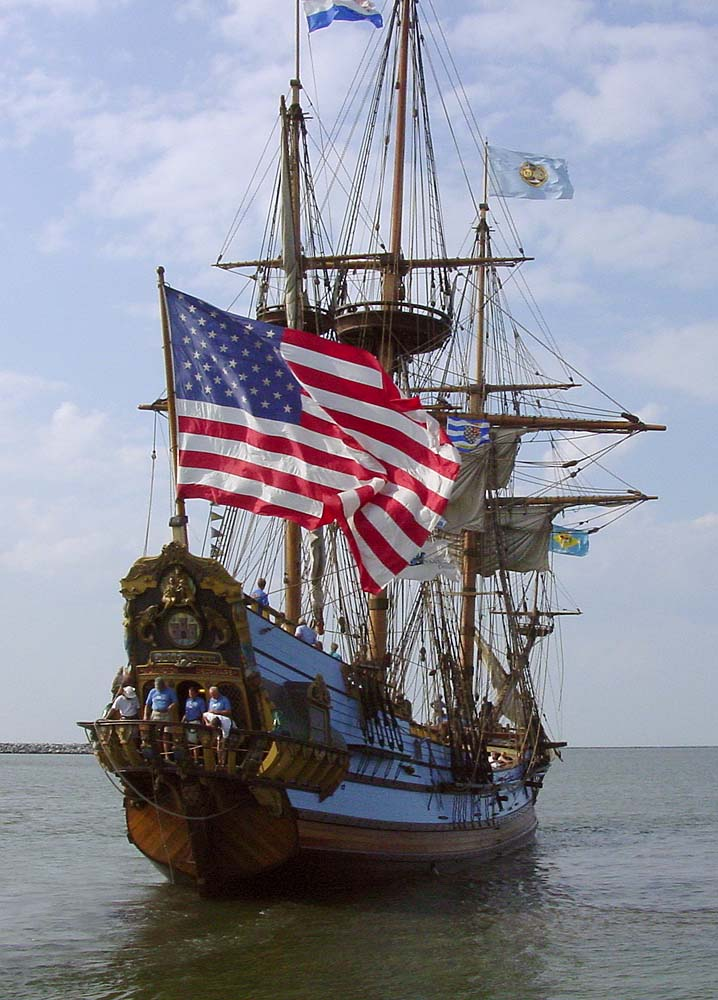

피네스(pinnace)는 범선의 일종이다. 크게 두 가지의 의미를 가지는데, 하나는 소형 보트, 다른 하나는 그보다는 약간 큰 소형 선박을 가리킨다.